# Liste der Kulturdenkmale in Bad Liebenstein
Die Liste der Kulturdenkmale in Bad Liebenstein umfasst die als Ensembles, Straßenzüge und Einzeldenkmale erfassten Kulturdenkmale in der thüringischen Gemeinde Bad Liebenstein.
Die Angaben in der Liste ersetzen nicht die rechtsverbindliche Auskunft der zuständigen Denkmalschutzbehörde.

## Legende
- Bild: zeigt ein Bild des Kulturdenkmals und gegebenenfalls einen Link zu weiteren Fotos des Kulturdenkmals im Medienarchiv Wikimedia Commons
- Bezeichnung: Name, Bezeichnung oder die Art des Kulturdenkmals
- Lage: Wenn vorhanden Straßenname und Hausnummer des Kulturdenkmals; Grundsortierung der Liste erfolgt nach dieser Adresse. Der Link Karte führt zu verschiedenen Kartendarstellungen und nennt die Koordinaten des Kulturdenkmals.
 Kartenansicht, um Koordinaten zu setzen – in dieser Kartenansicht sind Kulturdenkmale ohne Koordinaten mit einem roten bzw. orangen Marker dargestellt und können in der Karte gesetzt werden. Kulturdenkmale ohne Bild sind mit einem blauen bzw. roten Marker gekennzeichnet, Kulturdenkmale mit Bild mit einem grünen bzw. orangen Marker.
- Datierung: gibt das Jahr der Fertigstellung beziehungsweise das Datum der Erstnennung oder den Zeitraum der Errichtung an
- Beschreibung: bauliche und geschichtliche Einzelheiten des Kulturdenkmals, vorzugsweise die Denkmaleigenschaften
- ID: Die ID identifiziert das Kulturdenkmal eindeutig. In Thüringen sind aktuell keine IDs veröffentlicht. In der ID-Spalte kann sich auch folgendes Icon  befinden, dies führt zu Angaben zu diesem Kulturdenkmal bei Wikidata.

## Ensembles
| Bild | Bezeichnung                                                                                  | Lage | Datierung | Beschreibung | ID |
| --- | -------------------------------------------------------------------------------------------- | --- | --------- | ------------ | -- |
| [[Vorlage:Bilderwunsch/code!/O:!/C:50.815097,10.354244!/D:Apothekergässchen o. Nr.; Brunnenweg o. Nr.; Dr.-Martini-Straße komplett; Esplanade komplett; Friedensallee komplett; Hahnstraße komplett; Herzog-Georg-Straße 28, 30, 31, 32, 33, 34, 35, 36, 37, 38, 39, 40, 42, 44, 46, 48, 50, 52, 54, 56, 58, 60, 64, 66; Kurpromenade 3; Marienweg o. Nr.; Parkstraße 24, 27; Poststraße komplett; Theaterstraße 3, 12, 14, 16; Wiserweg komplett, Ensemble Historischer Kurbereich Bad Liebenstein!/\|BW]] | Ensemble Historischer Kurbereich Bad Liebenstein                                             | Bad Liebenstein, Apothekergässchen o. Nr.; Brunnenweg o. Nr.; Dr.-Martini-Straße komplett; Esplanade komplett; Friedensallee komplett; Hahnstraße komplett; Herzog-Georg-Straße 28, 30, 31, 32, 33, 34, 35, 36, 37, 38, 39, 40, 42, 44, 46, 48, 50, 52, 54, 56, 58, 60, 64, 66; Kurpromenade 3; Marienweg o. Nr.; Parkstraße 24, 27; Poststraße komplett; Theaterstraße 3, 12, 14, 16; Wiserweg komplett (Karte) |           |              |    |
| BW | Schloss Altenstein mit Park                                                                  | Bad Liebenstein, Altenstein 1, 4, 5, 6, 7, 7a, 8, 9 (Karte) |           |              |    |
| BW | Schloss mit Park / Schloss Altenstein                                                        | Schweina, Altenstein 1, 4, 5, 6, 7, 7a, 8, 9 (Karte) |           |              |    |
| BW | Ensemble Gärten, Parks, Freiflächen und Gewässer                                             | Schweina, Altensteiner Straße o. Nr. (Karte) |           |              |    |
| BW | Schloss, Park / Marienthaler Schlößchen, ehemals Kulturhaus des VEB Walzkörperwerke Schweina | Schweina, Altensteiner Straße 130 (Karte) |           |              |    |
| Direkt Bild zu diesem Denkmal hochladen | Fabrik / Kugel- und Rollenfabrik GmbH Schweina-Mariental, ehem. VEB Wälzkörperwerk           | Schweina, Mariental o. Nr. |           |              |    |
| BW | chloss Altenstein mit Park                                                                   | Steinbach, Altenstein 1, 4, 5, 6, 7, 7a, 8, 9 (Karte) |           |              |    |
| [[Vorlage:Bilderwunsch/code!/O:!/C:50.834365,10.366065!/D:Bahnhofstraße 2, 5, 7, 11, 13, 15; Breites Wasser 1, 3, 4, 5, 6, 8; Hammerteich 2, 7, 9, 11, 13, 19, 21, 23; Hintergasse 2, 8, 10, 12; Höfchen 7; Hohle 1, 2, 3; Kallenbach 4, 6; Kirchweg 5, 6; Langenteich 3, 7, 9, 11; Markt 1, 2, 3, 4; Steiger 1, 3, 4, 5; Schleiferstraße 2, 3, 5, 6, 7, 8, 10, 11, 12, 13, 14, 15, 16, 18, 20, 22, 27, 29, 30, 31, 33, 34, 37, 38, 44, 48, 50, 52, 54, Ensemble Historischer Ortskern Steinbach!/\|BW]]    | Ensemble Historischer Ortskern Steinbach                                                     | Steinbach, Bahnhofstraße 2, 5, 7, 11, 13, 15; Breites Wasser 1, 3, 4, 5, 6, 8; Hammerteich 2, 7, 9, 11, 13, 19, 21, 23; Hintergasse 2, 8, 10, 12; Höfchen 7; Hohle 1, 2, 3; Kallenbach 4, 6; Kirchweg 5, 6; Langenteich 3, 7, 9, 11; Markt 1, 2, 3, 4; Steiger 1, 3, 4, 5; Schleiferstraße 2, 3, 5, 6, 7, 8, 10, 11, 12, 13, 14, 15, 16, 18, 20, 22, 27, 29, 30, 31, 33, 34, 37, 38, 44, 48, 50, 52, 54 (Karte)  |           |              |    |

## Einzeldenkmale

### Bad Liebenstein
| Bild                           | Bezeichnung                                                                     | Lage                                                                                       | Datierung | Beschreibung | ID |
| ------------------------------ | ------------------------------------------------------------------------------- | ------------------------------------------------------------------------------------------ | --------- | ------------ | -- |
| weitere Bilder Fotos hochladen | Felsentheater, Hohle Scheuer                                                    | Bad Liebenstein, o. Nr. (Karte)                                                            |           |              |    |
| Fotos hochladen                | Ehemals Kurheim Haus Thüringen                                                  | Bad Liebenstein, Am Aschenberg 3 (Karte)                                                   |           |              |    |
| BW                             | Grundstück                                                                      | Bad Liebenstein, Am Aschenberg 3 (Karte)                                                   |           |              |    |
| BW                             | Wohnanlage Hubertus, ehemals Villa Biedermann                                   | Bad Liebenstein, Am Aschenberg 5 (Karte)                                                   |           |              |    |
| BW                             | Villa Heller                                                                    | Bad Liebenstein, Am Aschenberg 9 (Karte)                                                   |           |              |    |
| BW                             | Grundstück                                                                      | Bad Liebenstein, Am Aschenberg 9 (Karte)                                                   |           |              |    |
| BW                             | Wohnhaus Haus Ilse                                                              | Bad Liebenstein, Aschenbergstraße 28 (Karte)                                               |           |              |    |
| BW                             | Nebengebäude                                                                    | Bad Liebenstein, Aschenbergstraße 28 (Karte)                                               |           |              |    |
| weitere Bilder Fotos hochladen | Denkmal Herzogin Ida                                                            | Bad Liebenstein, Auf dem Burgberg (Karte)                                                  |           |              |    |
| BW                             | Wohnhaus                                                                        | Bad Liebenstein, Bahnhofstraße 7 (Karte)                                                   |           |              |    |
| weitere Bilder Fotos hochladen | Krankenhaus, Poliklinik Haus 2, ehemals Herzogin Charlotte Augenheilanstalt     | Bad Liebenstein, Bahnhofstraße 13 (Karte)                                                  |           |              |    |
| weitere Bilder Fotos hochladen | Villa, Rathaus                                                                  | Bad Liebenstein, Bahnhofstraße 22 (Karte)                                                  |           |              |    |
| BW                             | Villa vor der Höh                                                               | Bad Liebenstein, Eisenbahnstraße 17a (Karte)                                               |           |              |    |
| BW                             | Grundstück                                                                      | Bad Liebenstein, Eisenbahnstraße 17a (Karte)                                               |           |              |    |
| BW                             | Villa Eden                                                                      | Bad Liebenstein, Eisenbahnstraße 19 (Karte)                                                |           |              |    |
| BW                             | Grundstück                                                                      | Bad Liebenstein, Eisenbahnstraße 19 (Karte)                                                |           |              |    |
| BW                             | Musikpavillon                                                                   | Bad Liebenstein, Esplanade o. Nr. (Karte)                                                  |           |              |    |
| BW                             | Plastik Große Schwimmerin, Badende                                              | Bad Liebenstein, Esplanade o. Nr. (Karte)                                                  |           |              |    |
| weitere Bilder Fotos hochladen | Wandelhalle                                                                     | Bad Liebenstein, Esplanade 11 (Karte)                                                      |           |              |    |
| BW                             | Kurheim und Café Olga                                                           | Bad Liebenstein, Esplanade 3 (Karte)                                                       |           |              |    |
| weitere Bilder Fotos hochladen | Kulturhotel Kaiserhof, ehemals Hotel ‚Der Kaiserhof‘                            | Bad Liebenstein, Esplanade 9 (Karte)                                                       |           |              |    |
| weitere Bilder Fotos hochladen | Pfarrhaus                                                                       | Bad Liebenstein, Friedensallee 1 (Karte)                                                   |           |              |    |
| BW                             | Remise                                                                          | Bad Liebenstein, Friedensallee 3 (Karte)                                                   |           |              |    |
| weitere Bilder Fotos hochladen | Villa Feodora                                                                   | Bad Liebenstein, Friedensallee 4 (Karte)                                                   |           |              |    |
| BW                             | Nebengebäude, ehemals Küchenhaus                                                | Bad Liebenstein, Friedensallee 4a (Karte)                                                  |           |              |    |
| weitere Bilder Fotos hochladen | Evangelische Friedenskirche                                                     | Bad Liebenstein, Friedensallee 6 (Karte)                                                   |           |              |    |
| BW                             | Villa Modesta, Pallas Reum, Klubhaus II Dr. Salvator Allende                    | Bad Liebenstein, Friedensallee 8 (Karte)                                                   |           |              |    |
| BW                             | Nebengebäude                                                                    | Bad Liebenstein, Friedensallee 8a (Karte)                                                  |           |              |    |
| BW                             | Garten                                                                          | Bad Liebenstein, Friedensallee 8, 8a (Karte)                                               |           |              |    |
| BW                             | Einfriedung                                                                     | Bad Liebenstein, Friedensallee 8, 8a (Karte)                                               |           |              |    |
| BW                             | Villa Haus Walch                                                                | Bad Liebenstein, Friedensallee 10 (Karte)                                                  |           |              |    |
| BW                             | Nebengebäude                                                                    | Bad Liebenstein, Friedensallee 10 (Karte)                                                  |           |              |    |
| BW                             | Grundstück                                                                      | Bad Liebenstein, Friedensallee 10 (Karte)                                                  |           |              |    |
| weitere Bilder Fotos hochladen | Villa Georg                                                                     | Bad Liebenstein, Friedensallee 12 (Karte)                                                  |           |              |    |
| BW                             | Nebengebäude                                                                    | Bad Liebenstein, Friedensallee 14 (Karte)                                                  |           |              |    |
| BW                             | Gartengrundstück                                                                | Bad Liebenstein, Friedensallee 12 (Karte)                                                  |           |              |    |
| BW                             | Schulgebäude Staatliches Gymnasium                                              | Bad Liebenstein, Heinrich-Mann-Straße 32 (Karte)                                           |           |              |    |
| weitere Bilder Fotos hochladen | Hotel Fröbelhof, ehemals Domänengut Fröbelhof, ehemals Heinrich-Mann-Sanatorium | Bad Liebenstein, Heinrich-Mann-Straße 34a (Karte)                                          |           |              |    |
| weitere Bilder Fotos hochladen | Brunnentempel                                                                   | Bad Liebenstein, Herzog-Georg-Straße o. Nr.; Theaterstraße (Karte)                         |           |              |    |
| weitere Bilder Fotos hochladen | Postamt                                                                         | Bad Liebenstein, Herzog-Georg-Straße 29 (Karte)                                            |           |              |    |
| BW                             | Nebengebäude                                                                    | Bad Liebenstein, Herzog-Georg-Straße 29 (Karte)                                            |           |              |    |
| BW                             | Grundstück                                                                      | Bad Liebenstein, Herzog-Georg-Straße 29 (Karte)                                            |           |              |    |
| BW                             | Einfriedung                                                                     | Bad Liebenstein, Herzog-Georg-Straße 29 (Karte)                                            |           |              |    |
| BW                             | Kurheim Sanatorium ‚Hugo Gefroi‘                                                | Bad Liebenstein, Herzog-Georg-Straße 36 (Karte)                                            |           |              |    |
| BW                             | Ehemaliges großherzoglich-weimarisches Gästehaus Sophie                         | Bad Liebenstein, Herzog-Georg-Straße 62 (Karte)                                            |           |              |    |
| weitere Bilder Fotos hochladen | Palais Weimar, ehemals Klubhaus 1                                               | Bad Liebenstein, Herzog-Georg-Straße 64 (Karte)                                            |           |              |    |
| weitere Bilder Fotos hochladen | Theater                                                                         | Bad Liebenstein, Herzog-Georg-Straße 66 (Karte)                                            |           |              |    |
| weitere Bilder Fotos hochladen | Obelisk, Ehrenmal für sowjetische Bürger                                        | Bad Liebenstein, In der Spitze o. Nr. (Karte)                                              |           |              |    |
| BW                             | Ehrenmal und Soldatenfriedhof                                                   | Bad Liebenstein, In der Spitze o. Nr. (Karte)                                              |           |              |    |
| weitere Bilder Fotos hochladen | Grabstätte Familie Ludwig Heller                                                | Bad Liebenstein, In der Spitze o. Nr.                                                      |           |              |    |
| BW                             | Armenhaus                                                                       | Bad Liebenstein, Inselbergstraße 41 (Karte)                                                |           |              |    |
| BW                             | Wohn- und Nebengebäude                                                          | Bad Liebenstein, Parkstraße 21 (Karte)                                                     |           |              |    |
| BW                             | Villa, Landhaus Otto Luther                                                     | Bad Liebenstein, Parkstraße 24; Wiserweg (Karte)                                           |           |              |    |
| BW                             | Brunnen                                                                         | Bad Liebenstein, Parkstraße 24; Wiserweg (Karte)                                           |           |              |    |
| BW                             | Garage                                                                          | Bad Liebenstein, Parkstraße 24; Wiserweg (Karte)                                           |           |              |    |
| BW                             | Grundstück                                                                      | Bad Liebenstein, Parkstraße 24; Wiserweg (Karte)                                           |           |              |    |
| BW                             | Einfriedung                                                                     | Bad Liebenstein, Parkstraße 24; Wiserweg (Karte)                                           |           |              |    |
| BW                             | Wohnhaus                                                                        | Bad Liebenstein, Paul-Voigt-Straße 12 (Karte)                                              |           |              |    |
| BW                             | Wohnhaus                                                                        | Bad Liebenstein, Paul-Voigt-Straße 8 (Karte)                                               |           |              |    |
| BW                             | Gefallenendenkmal                                                               | Bad Liebenstein, Poststraße o. Nr.; Herzog-Georg-Straße o. Nr. (Karte)                     |           |              |    |
| weitere Bilder Fotos hochladen | Gemeindezentrum / Kath. Filialkirche St. Kilian                                 | Bad Liebenstein, Ruhlaer Straße 14 (Karte)                                                 |           |              |    |
| BW                             | Wohnhaus                                                                        | Bad Liebenstein, Theaterstraße 16 (Karte)                                                  |           |              |    |
| BW                             | Ehemaliges Badehaus                                                             | Bad Liebenstein, Theaterstraße 3 (Karte)                                                   |           |              |    |
| BW                             | Villa Julia                                                                     | Bad Liebenstein, Wiserweg 1 (Karte)                                                        |           |              |    |
| weitere Bilder Fotos hochladen | Burgruine Liebenstein                                                           | Bad Liebenstein, auf dem Burgberg, nordöstlich von Bad Liebenstein, Flurstück 2251 (Karte) |           |              |    |
| Fotos hochladen                | Gedenkstein, Denkmal für Prof. Bücher                                           | Bad Liebenstein, Im Ascheberg / Sommerwald, Flurstück 2349                                 |           |              |    |

### Bairoda
| Bild                           | Bezeichnung              | Lage                                     | Datierung | Beschreibung | ID |
| ------------------------------ | ------------------------ | ---------------------------------------- | --------- | ------------ | -- |
| weitere Bilder Fotos hochladen | Gutshaus Schloss Bairoda | Bairoda-Wolfsberg, Hauptstraße 4 (Karte) |           |              |    |
| BW                             | Grundstück               | Bairoda-Wolfsberg, Hauptstraße 4 (Karte) |           |              |    |
| BW                             | Einfriedung              | Bairoda-Wolfsberg, Hauptstraße 4 (Karte) |           |              |    |

### Meimers
| Bild                           | Bezeichnung                          | Lage                                     | Datierung | Beschreibung    | ID |
| ------------------------------ | ------------------------------------ | ---------------------------------------- | --------- | --------------- | -- |
| weitere Bilder Fotos hochladen | Evangelisch-lutherische Filialkirche | Meimers, Bairodaer Straße o. Nr. (Karte) |           | mit Ausstattung |    |
| BW                             | Kirchhof                             | Meimers, Bairodaer Straße o. Nr. (Karte) |           |                 |    |
| weitere Bilder Fotos hochladen | Gefallenendenkmal                    | Meimers, Lindenstraße o. Nr. (Karte)     |           |                 |    |

### Schweina
| Bild                                    | Bezeichnung | Lage                                                                                     | Datierung       | Beschreibung    | ID |
| --------------------------------------- | --- | ---------------------------------------------------------------------------------------- | --------------- | --------------- | -- |
| BW                                      | Gedenktafel für Friedrich Fröbel                                                                                           | Schweina, Altensteiner Straße 130, am Schloss (Karte)                                    |                 |                 |    |
| BW                                      | Torpfosten | Schweina, Altensteiner Straße 25 (Karte)                                                 |                 |                 |    |
| BW                                      | Wohnhaus mit Bierkeller | Schweina, Altensteiner Straße 3 (Karte)                                                  |                 |                 |    |
| BW                                      | Gasthaus mit Saal / Bürgerhaus, Gasthaus zum Hofgarten, Volksgarten                                                        | Schweina, Altensteiner Straße 35 (Karte)                                                 |                 |                 |    |
| BW                                      | Gasthaus / Gasthaus ‚Zur Krone‘, ehem. Marktschänke                                                                        | Schweina, Altensteiner Straße 38 (Karte)                                                 |                 |                 |    |
| BW                                      | Villa mit Freifläche und Einfriedung                                                                                       | Schweina, Altensteiner Straße 84 (Karte)                                                 |                 |                 |    |
| BW                                      | Rathaus Torbau | Schweina, August-Bebel-Straße 11, 12 (Karte)                                             |                 |                 |    |
| BW                                      | Villa Ausstattung Chauffeurwohnhaus / ehem. Fabrikantenvilla Reich                                                         | Schweina, Bahnhofstraße 64 (Karte)                                                       |                 |                 |    |
| BW                                      | Gasthaus / Rommelsburg | Schweina, Eisenacher Straße 44 (Karte)                                                   |                 |                 |    |
| BW                                      | Friedhofskapelle | Schweina, Friedhofstraße o. Nr., auf dem Friedhof (Karte)                                |                 |                 |    |
| BW                                      | Friedhof mit 10 Grabstätten                                                                                                | Schweina, Friedhofstraße o. Nr., auf dem Friedhof (Karte)                                |                 |                 |    |
| BW                                      | Grabmal / Fröbelgrab | Schweina, Friedhofstraße o. Nr., auf dem Friedhof (Karte)                                |                 |                 |    |
| BW                                      | Kindergarten | Schweina, Friedrich-Fröbel-Straße 17 (Karte)                                             |                 |                 |    |
| BW                                      | Hofanlage | Schweina, Friedrich-Fröbel-Straße 9 (Karte)                                              |                 |                 |    |
| weitere Bilder Fotos hochladen          | Schloss mit Ausstattung / Schloss Glücksbrunn                                                                              | Schweina, Glücksbrunn 2 (Karte)                                                          |                 |                 |    |
| BW                                      | Ehem. Fabrikgebäude / Alter Bau (der Kammgarnspinnerei)                                                                    | Schweina, Glücksbrunn 3, 5 (Karte)                                                       |                 |                 |    |
| BW                                      | Mühle, Wasserführung, Mahlstein / Lindenmühle                                                                              | Schweina, Glücksbrunn 4 (Karte)                                                          |                 |                 |    |
| BW                                      | Eiskeller | Schweina, Glücksbrunn 6 (Karte)                                                          |                 |                 |    |
| BW                                      | Fabrikantenvilla | Schweina, Glücksbrunner Straße 1 (Karte)                                                 |                 |                 |    |
| Direkt Bild zu diesem Denkmal hochladen | Denkmal / Fröbeldenkmal | Schweina, Johann-Christian-von-Weiß-Straße o. Nr.; Marienthal                            |                 |                 |    |
| BW                                      | Kammgarnspinnerei / Neue Kammgarnspinnerei                                                                                 | Schweina, Katharinenstraße o. Nr. (Karte)                                                |                 |                 |    |
| BW                                      | Landhaus, ehemals Pension Altenstein                                                                                       | Schweina, Kisseler Straße 5 (Karte)                                                      |                 | mit Ausstattung |    |
| BW                                      | Nebengebäude | Schweina, Kisseler Straße 7 (Karte)                                                      |                 |                 |    |
| BW                                      | Park | Schweina, Kisseler Straße 5, 7 (Karte)                                                   |                 |                 |    |
| BW                                      | Umfriedung | Schweina, Kisseler Straße 5, 7 (Karte)                                                   |                 |                 |    |
| Direkt Bild zu diesem Denkmal hochladen | Mühle mit Ausstattung und Wasserführung / Papiermühle                                                                      | Schweina, Mühlenweg 11                                                                   |                 |                 |    |
| weitere Bilder Fotos hochladen          | Kirche, Ausstattung, Kirchhof / Evangelisch-lutherische St.-Laurentius-Kirche                                              | Schweina, Pfarrgasse 1 (Karte)                                                           | 15. Jahrhundert |                 |    |
| BW                                      | Pfarrhaus | Schweina, Pfarrgasse 7 (Karte)                                                           |                 |                 |    |
| BW                                      | Gasthaus mit Saal / Gasthaus zur Sonne                                                                                     | Schweina, Rudolf-Breitscheid-Straße 1 (Karte)                                            |                 |                 |    |
| BW                                      | Villa | Schweina, Salzunger Straße 2 (Karte)                                                     |                 |                 |    |
| BW                                      | Schule / Friedrich-Fröbel-Schule                                                                                           | Schweina, Salzunger Straße 6 (Karte)                                                     |                 |                 |    |
| Direkt Bild zu diesem Denkmal hochladen | Wohnhaus | Schweina, Schloßstraße 1, ehemals Pfarrgasse 1, nicht mehr auffindbar                    |                 |                 |    |
| BW                                      | Fabrik mit Ausstattung, Einfassung der Fließgewässer, Pflaster, Einfriedung / Pfeifenfabrik C. S. Reich, Pfeiffen und Holz | Schweina, Schloßstraße 10; August-Bebel-Straße o. Nr.; Marktgasse 2; Viehmarkt 5 (Karte) |                 |                 |    |
| Direkt Bild zu diesem Denkmal hochladen | Wasseraufbereitungsanlage                                                                                                  | Schweina, Sandhohle, Schweinaer Flur                                                     |                 |                 |    |
| Direkt Bild zu diesem Denkmal hochladen | Feuerwehrauto / Feuerwehrauto „Chrysler“ mit Schlauchwagen und Pumpe                                                       | Schweina                                                                                 |                 |                 |    |

### Steinbach
| Bild                                    | Bezeichnung                                                                                 | Lage                                          | Datierung | Beschreibung | ID |
| --------------------------------------- | ------------------------------------------------------------------------------------------- | --------------------------------------------- | --------- | ------------ | -- |
| BW                                      | Wohnhaus                                                                                    | Steinbach, Hammerteich 7 (Karte)              |           |              |    |
| BW                                      | Wohnhaus                                                                                    | Steinbach, Hintergasse 2 (Karte)              |           |              |    |
| Direkt Bild zu diesem Denkmal hochladen | Spritzenhaus mit Schlauchturm                                                               | Steinbach, Hohle o. Nr.                       |           |              |    |
| weitere Bilder Fotos hochladen          | Kirche mit Ausstattung und Kirchhof / Evangelische Kirche Steinbach, Barockkirche Steinbach | Steinbach, Kirchweg 5 (Karte)                 |           |              |    |
| BW                                      | Wohnhaus, Museum ‚Heimatstube‘                                                              | Steinbach, Kirchweg 6 (Karte)                 |           |              |    |
| BW                                      | Villa Ausstattung                                                                           | Steinbach, Liebensteiner Straße 7 (Karte)     |           |              |    |
| weitere Bilder Fotos hochladen          | Lutherdenkmal                                                                               | Steinbach, Lutherdenkmalstraße o. Nr. (Karte) |           |              |    |
| BW                                      | Wohnhaus                                                                                    | Steinbach, Markt 2 (Karte)                    |           |              |    |
| BW                                      | Wohnhaus                                                                                    | Steinbach, Markt 3 (Karte)                    |           |              |    |
| BW                                      | Wohnhaus                                                                                    | Steinbach, Paul-Voigt-Straße 6 (Karte)        |           |              |    |
| BW                                      | Wohnhaus                                                                                    | Steinbach, Schleiferstraße 18a (Karte)        |           |              |    |
| BW                                      | Wohnhaus                                                                                    | Steinbach, Schleiferstraße 22 (Karte)         |           |              |    |
| BW                                      | Wohnhaus                                                                                    | Steinbach, Schleiferstraße 34 (Karte)         |           |              |    |
| BW                                      | Hofanlage                                                                                   | Steinbach, Schleiferstraße 6 (Karte)          |           |              |    |